# Orchestra di Valencia
L'orchestra di Valencia è un'orchestra sinfonica di Valencia.
Fondata nel 1943 come orchestra municipale, l'orchestra di Valencia si è esibita per la prima volta all'estero nel 1950 sotto la direzione di José Iturbi.
Si esibisce principalmente al Palau de la Música ma negli ultimi 20 anni ha effettuato regolarmente diverse tournée all'estero.

## Direttori principali
- Joan Lamote de Grignon (1943-1949)
- Hans von Benda (1949-1952)
- Napoleone Annovazzi
- Heinz Unger
- José Iturbi
- Enrique García Asensio (1964-1965)
- Pedro Pírfano (1967-1970)
- Luis Antonio García Navarro (1970-74)
- Lorenzo Martínez Palomo (1974-1980)
- Benito Lauret (1980-1983)
- Manuel Galduf (1983-1997)
- Miguel Ángel Gómez Martínez (1997-2005)
- Yaron Traub (2005-2018)
- Ramón Tebar (2018-)